# Борозда Аридея
Борозда Аридея — линейная борозда на Луне с координатами 6°24′ с. ш. 14°00′ в. д. / 6,4° с. ш. 14,0° в. д.. Она названа в честь кратера Аридей, который расположен на её восточном конце. Борозда имеет длину более 300 км и относится к прямым бороздам.

## Возникновение

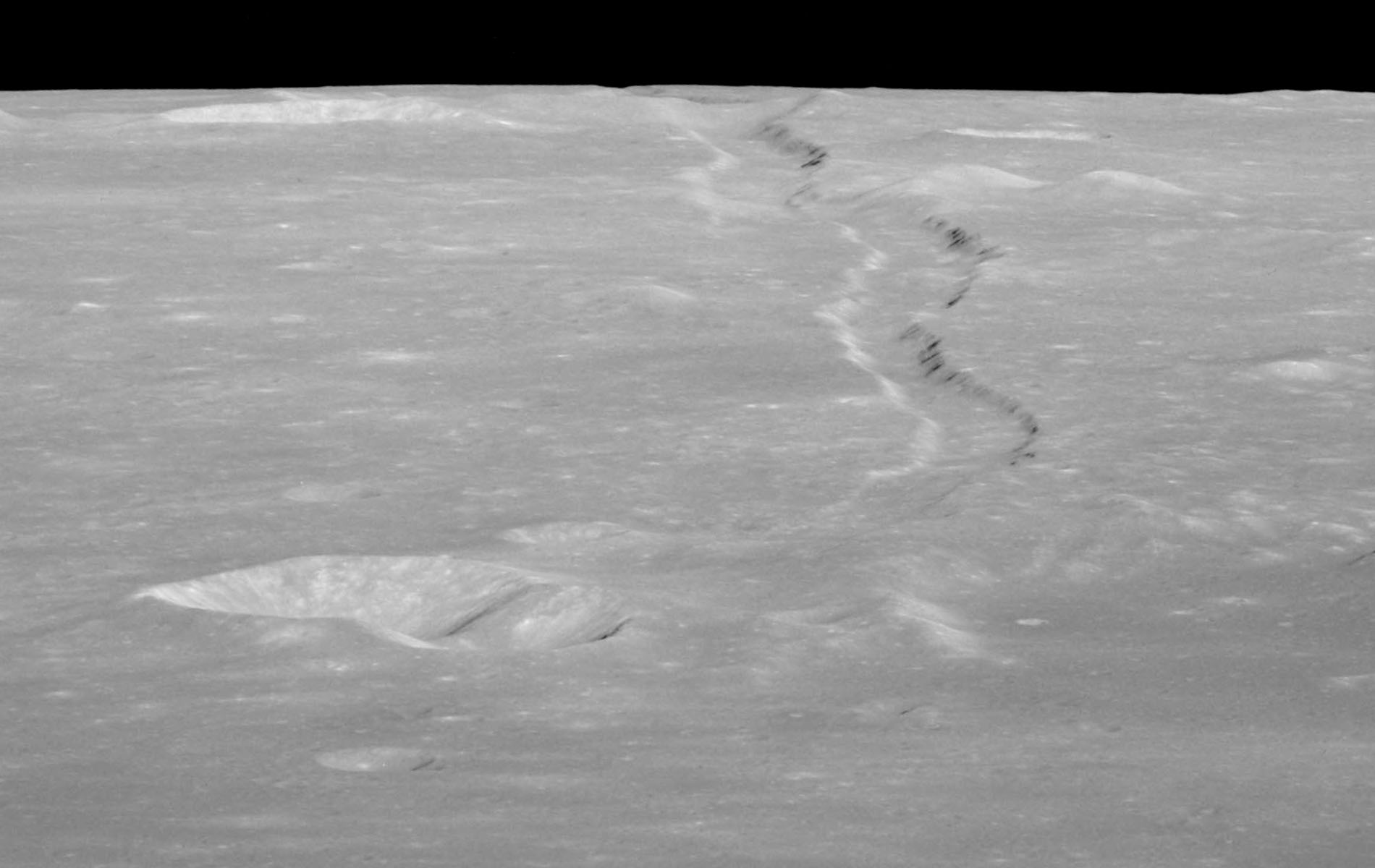
Вид сбоку, также с Аполлона-10; кратер Аридея в левом нижнем углу, борозда простирается до горизонта.

Некоторые учёные полагают, что линейные борозды могли образоваться после крупных ударов, в то время как другие полагают, что борозды образовались как поверхностное проявление глубинных дайковых систем, когда Луна была еще вулканически активной. Борозда Аридея, как полагают, была сформирована, когда участок коры Луны опустился между двумя параллельными линиями разломов (что делает его грабеном или провалом). Борозда Аридея не обнаруживает никаких следов, связанных с вулканизмом, и поэтому считается порождённой исключительно разломами.

## Возраст
Гребни, пересекающие впадину борозды Аридея и окружающие равнины, были смещены впадиной, что доказывает, что гряды старше разломов. Некоторые кратеры пересечены разломами, и, следовательно, старше их. Другие кратеры лежат на стенке желоба и моложе разлома. Разлом должен быть относительно молодым, потому что кратеров моложе разлома намного меньше, чем кратеров старше него, а также потому, что края желоба кажутся четкими и мало подвержены эрозии.

## Фотография НАСА
Фотографии борозды Аридея, сделанные в рамках миссии Аполлон, показали линию разлома длиной 300 км (около одной восемнадцатой диаметра Луны) на поверхности Луны. На вопрос о появившихся в Интернете предположениях, что это является доказательством истории в Коране о расколе Луны, ученый НАСА Брэд Бэйли сказал: «Мой совет — не верить всему, что вы читаете в Интернете. Рецензируемые статьи являются единственными научно обоснованными источниками информации. Никакие современные научные данные не говорят о том, что Луна была разделена на две (или более) части, а затем повторно собрана в какой-либо момент в прошлом».